# Tàngara melera beccurta
El tàngara melera beccurta (Cyanerpes nitidus) és un ocell de la família dels tràupid (Thraupidae).

## Hàbitat i distribució
Habita la selva pluvial, a les terres baixes des del sud-est de Colòmbia i sud de Veneçuela cap al sud fins l'est de l'Equador, est del Perú i oest amazònic del Brasil.